# Classe Maine
La classe Maine est une classe de trois cuirassés construits pour l'US Navy au début du XXe siècle.
Les trois cuirassés de classe Maine, l'USS Maine (BB-10), l'USS Missouri (BB-11) et l'USS Ohio (BB-12) sont construits entre 1899 et 1904 pour la marine américaine. Basés sur la classe Illinois précédente, ils incorporent plusieurs avancées technologiques significatives par rapport aux navires précédents. Ce sont les premiers cuirassés américains à incorporer le Krupp cemented armor (en), plus résistant que le blindage Harvey (en), la poudre sans fumée, qui permet des tirs à plus grande vitesse et des chaudières à tubes d'eau, plus efficaces et plus légères. Les Maines sont armés de quatre canons de 12 pouces (305 mm) et de seize canons de 6 pouces (152 mm), et ils peuvent naviguer à une vitesse de 18 nœuds (33,3 km/h), une augmentation significative par rapport à la classe Illinois.
Les trois cuirassés de la classe Maine servent dans des rôles variés tout au long de leur carrière. Le Maine et le Missouri demeurent dans la flotte de l'Atlantique pour l'ensemble de leur carrière, alors que l'Ohio a d'abord servi dans la flotte asiatique de 1904 à 1907. Les trois navires participent à la croisière de la Grande flotte blanche de 1907 à 1909, bien que la consommation excessive de charbon du Maine l'ait obligé à poursuivre de façon indépendante pendant la plus grande partie du voyage. Le Missouri est utilisé comme navire-école pendant une grande partie de la suite de sa carrière, et l'Ohio participe à l'intervention américaine dans la Révolution mexicaine en 1914. Les trois navires sont employés comme navires-écoles pendant la Première Guerre mondiale. Après la guerre, les trois navires sont retirés du service entre 1919 et 1920 avant d'être vendus à la ferraille entre 1921 et 1923.  

## Histoire
| Nom          | Numéro | Image | Chantier                  | Quille          | Lancement        | Mise en service   | Destin                               |
| ------------ | ------ | ----- | ------------------------- | --------------- | ---------------- | ----------------- | ------------------------------------ |
| USS Maine    | BB-10  |       | William Cramp & Sons      | 15 février 1899 | 27 juillet 1901  | 29 décembre 1902  | Rayés des listes le 15 mai 1920      |
| USS Missouri | BB-11  |       | Newport News Shipbuilding | 7 février 1900  | 28 décembre 1901 | 1er décembre 1903 | Rayés des listes le 8 septembre 1919 |
| USS Ohio     | BB-12  |       | Union Iron Works          | 22 avril 1899   | 18 mai 1901      | 4 octobre 1904    | Rayés des listes le 31 mai 1922      |